# Anthaxia helvetica
Anthaxia helvetica är en skalbaggsart som beskrevs av Wilhelm Gustav Stierlin 1868. Anthaxia helvetica ingår i släktet Anthaxia, och familjen praktbaggar. Arten har ej påträffats i Sverige.

## Bildgalleri

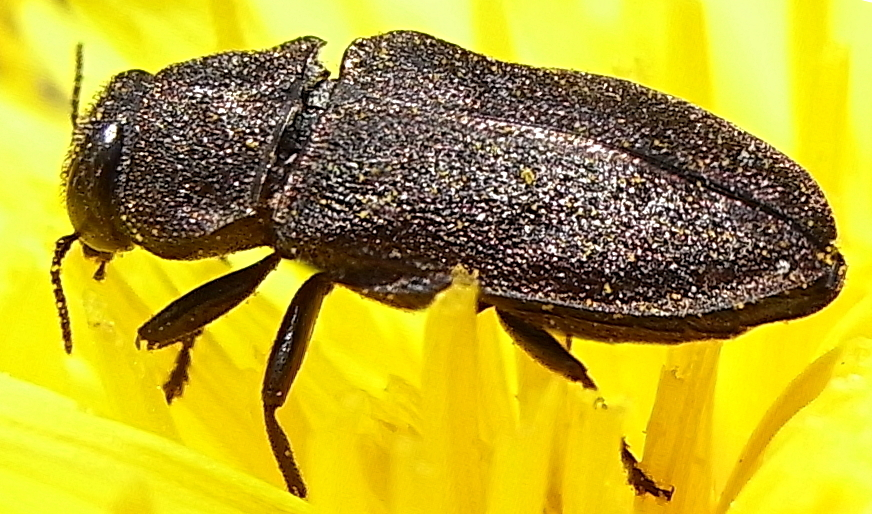
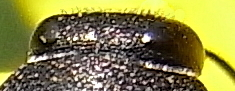
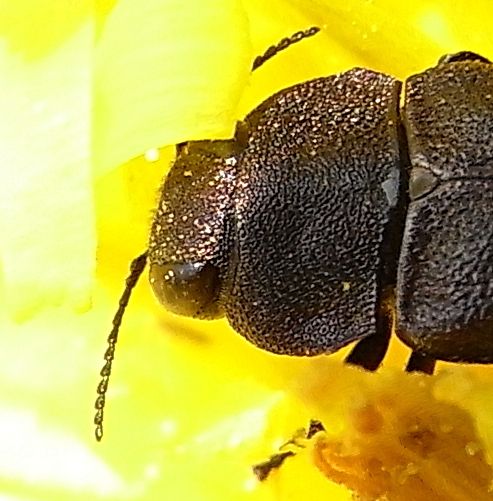
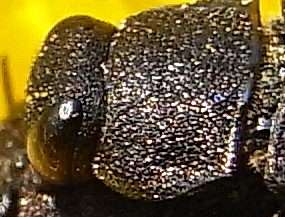
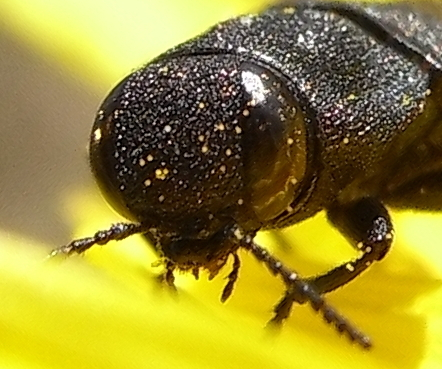